# Synanthedon olenda
Synanthedon olenda là một loài bướm đêm thuộc họ Sesiidae. Nó được tìm thấy ở Cộng hòa Congo và Gabon.